# トルイ

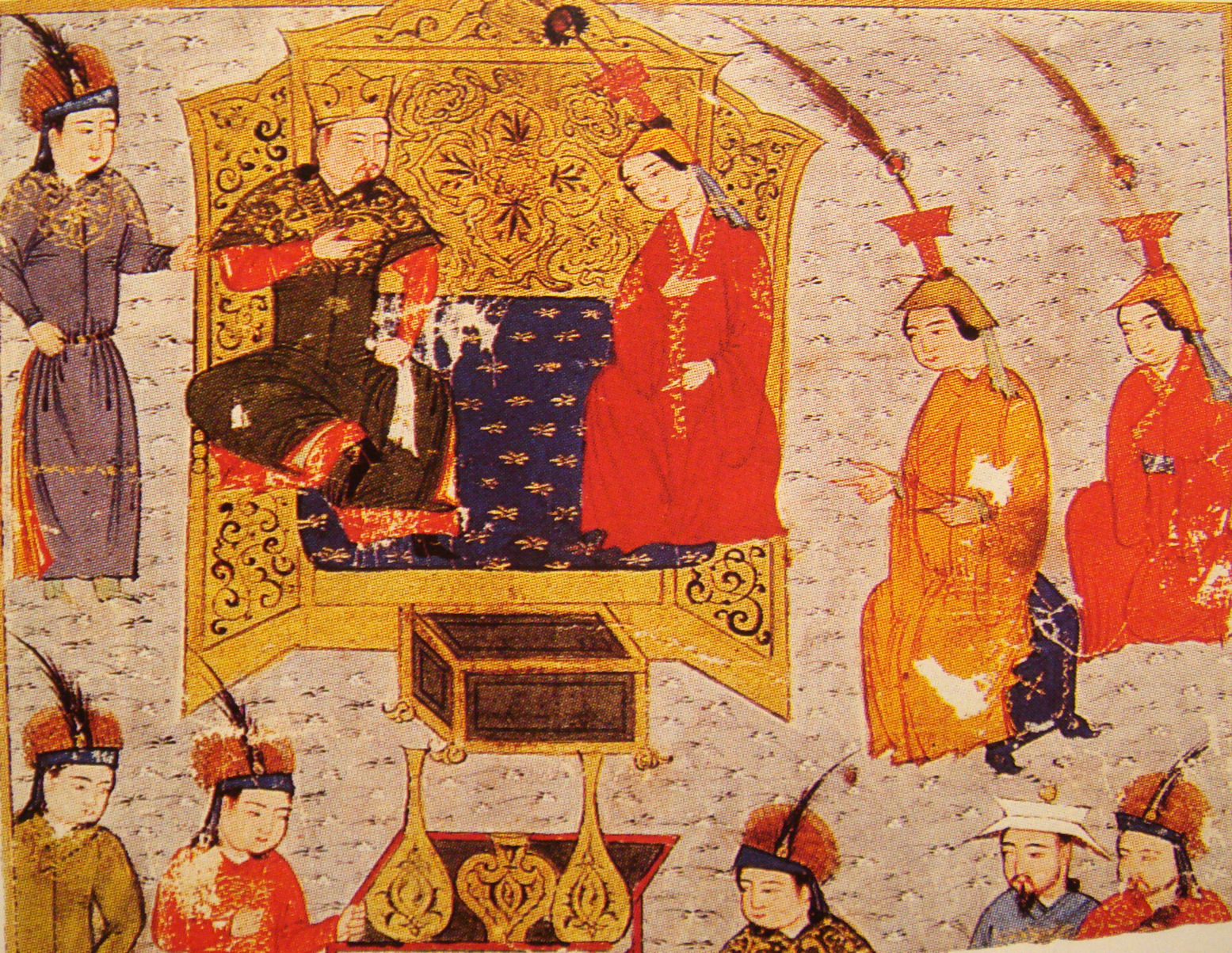
玉座のトルイとその家族。トルイの左手に座る婦人は正妃ソルコクタニ・ベキか

トルイ（モンゴル語：ᠲᠤᠯᠤᠢ、Tolui、 1192年 - 1232年10月9日）は、チンギス・カンの四男。漢文史料では拖雷、ペルシア語史料ではتولى خان (tūluy khān) またはتولوى خان (tūlūy khān)と表記され 、現代モンゴル語ではТулуй, Tuluiと綴られる。子孫が第4代以降のモンゴル帝国の皇帝位（カアン位）を世襲したために、睿宗の廟号を贈られ、景襄皇帝と諡された。日本語文献ではトゥルイ、ツルイと表記されている場合もある。トルイという名は、中世モンゴル語で「鏡」を意味する。ジョチ、チャガタイ、オゴデイの同母弟である。
幼少時から英邁で武勇に優れ、人望も厚かったという。チンギス・カンの正妻ボルテから生まれた末子だったため、末子相続の慣行に従って父の死までウルスの分封を受けずにその手元にもつ、帝国の最有力皇族であった。

## 生涯

### チンギス・カンの治世
『元朝秘史』には、幼少期にチンギス・カンによって滅ぼされたタタル部の残党に襲われたが、ボロクルの妻アルタニと、ジェルメとジェデイによって救われたという逸話が伝えられている。1206年にモンゴル帝国が建国された後、チンギス・カンは自らの諸子諸弟に民を分け与えたが、「末子」のトルイのみはチンギス・カン自らが率いる民を相続することが予定されていた。ただし、『元朝秘史』の記述などからジェデイ、バラらの率いる千人隊がチンギス・カンの生前から分与されていたようである。賈シラの伝記などから、トルイの領地はハンガイ・ダバー（杭海荅班）すなわちハンガイ山脈地方にあったと考えられている。
1212年にはじまる第一次金遠征ではチンギス・カンが自ら指揮する中軍を率いて常に父の傍近くに仕え、河北から山東にかけての黄河河畔にいたる地域の征服で数々の勝利を収めた。特に、野狐嶺の戦い後の1212年にチグゥ・キュレゲンとともに要衝である徳興府周辺の諸城を平定したことは、『元朝秘史』をはじめ諸史料で特筆されている。
1219年にホラズム・シャー朝遠征（チンギス・カンの西征）が開始されると、再びチンギス・カンに従って、ここでも中軍を率いてブハーラー、サマルカンドとその周辺などマー・ワラー・アンナフル地方の諸都市の征服で指揮をとった。1220年秋にはホラズム・シャー朝のスルターン・アラーウッディーン・ムハンマドの追撃にイラン方面へ転戦したジェベ、スブタイらの後詰めとして、トルイはアムダリヤ川を渡ってホラーサーン地方へ派遣されている。しかし、この地方の主要都市ニサ、メルヴやニーシャープール、ヘラートなどを征服しているが、先鋒部隊をふくめて幕僚に戦死者が出るなど激しい抵抗に会い、また降服勧告を促す使者が殺害され、都市陥落の際には殲滅戦になるなど苦戦を強いられた。報復として投降した住民を虐殺してもいる。翌1221年にはアラーウッディーンの三男でガズナ地方の領主ジャラールッディーンが大軍を率いて挙兵し、チンギス・カンがジョチ、チャガタイ、オゴデイらを引連れてこれをアフガニスタンとインダス河西岸で迎え撃ったときには、ホラーサーンに留まってチンギス・カン本軍の後詰めを守った。
1225年暮れにはじまる西夏への遠征（第5次西夏遠征）で、翌1226年2月にはオゴデイとともに父に随行して西夏領内に侵攻している。トルイはこれらの諸戦役で父とともに各地を転戦して軍功を挙げ、その武名を轟かせた。

### 監国期
1227年、チンギス・カンが没すると、父の所有していた家産と直轄ウルスの101個千人隊に相当する部民、軍隊のすべてを相続し、親族中で飛びぬけた財力と軍事力を獲得、後継のカアン選出まで帝国の政務を代行する監国の地位についた。トルイ監国期の政策としては、チンギス・カン死後に反モンゴル運動を始めた地域へのタンマチ派遣が知られる。タンマチは後にモンゴル帝国の国境地帯に広く派遣されたが、その中でもイランに派遣されたチョルマグンと遼東に派遣されたサリクタイはトルイ監国期に派遣を開始されている。そしてチンギス・カンの死から2年後、後継のカアンの選出にあたっては自身の即位を固辞し、父チンギス・カンが生前に後継者に定める意向を示していたという兄オゴデイを第2代カアンに推し、即位させた。
諸史料によると、トルイは1229年春に帝国の諸王・功臣にクリルタイを開くことを布告し、予定通り同年9月には新帝を決めるクリルタイが開催された。『世界征服者史』によると、最初に三日三晩にわたる大宴会が開かれた後、右翼諸王の代表であるチャガタイと、左翼諸王の代表であるテムゲ・オッチギンがオゴデイの手を取って玉座に導き、中軍を代表するトゥルイが祝杯を捧げるという儀式を経てオゴデイが即位したとされる。
なお、かつては『元朝秘史』の記述に基づいてトルイは4個千人隊のウルスしか所有しない兄オゴデイに自身のウルスの大部分の指揮権を譲ったと考えられていたが、現在ではこれは誤りでトルイはオゴデイの即位後も帝国内で最大の勢力を有したままであったと考えられている。

### オゴデイ・カアンの治世
オゴデイが即位すると、即位後最初の大事業として第二次金朝遠征（モンゴル帝国の金朝征服）が実施された。この遠征においてトルイは一将軍として右翼軍を率いたが、これは帝国で最大の勢力を有するトルイと配下の諸将を引き離すオゴデイの意図があったと考えられている。トルイは右翼軍の司令官として金領西部の山間部に侵攻し、1232年に完顔陳和尚率いる金軍を三峰山の戦いで破って金の主力を壊滅させる戦功をあげた。
しかし、オゴデイの本軍と合流して帰還する途上、モンゴル高原に至ったところで急死した。深酒のためと言われるが、『集史』、『元史』といったモンゴル時代の基本史料はいずれも「病に罹ったオゴデイの身代わりとなるために、呪いのかかった酒を飲み干して死んだ」とする逸話を伝える。『集史』および『元史』の原史料である『元朝実録』はいずれもトルイの子孫の政権で編まれた史料で、なおかつほぼ同時期に編纂された「国家編纂物」であり、「政権運営に大過なかったオゴデイを明確に否定はしないが、トルイ家こそが正統な支配者であると強調する」トルイ一族の見解が反映されたものと指摘されている。トルイの急死を、弟の人望と功績を恐れた兄オゴデイによる謀殺とみる説もある。
トルイの莫大な遺産はケレイト部族出身の妃ソルコクタニ・ベキを経て、両人の息子モンケ、クビライ、フレグ、アリクブケの4子に継承され、のちの大元、イルハン朝の基盤となった。

## 宗室

### 父母・兄弟
- 父　チンギス・カン
- 母　ボルテ
- 長兄　ジョチ
- 次兄　チャガタイ
- 三兄　オゴデイ

### 后妃
- ソルコクタニ・ベキ
- リンクム・ハトゥン

### 男子
トルイとソルコクタニとの息子は、モンケ、クビライ、フレグ、アリクブケの4兄弟が有名であるが、ソルコクタニ以外から生まれた子供たちも多くいた。『元史』宗室世系表では、名前不明の人物も含めてトルイには11人の息子がいたというが、『集史』では10人を数える。以下は『集史』トルイ・ハン紀に基づく。
- 長男　モンケ
- 次男　ジョリケ
- 三男　クトクトゥ（忽覩都）[19]
- 四男　クビライ
- 五男　フレグ
- 六男　アリクブケ
- 七男　ボチュク（撥綽大王）[20]
- 八男　モゲ（末哥大王）[21]
- 九男　ソゲドゥ（歳哥都大王）[22]
- 十男　セブクテイ（雪別台大王）

「睿宗皇帝、十一子：長 憲宗皇帝、次二 忽覩都、次三 失其名、次四 世祖皇帝、次五 失其名、次六 旭烈兀大王、次七 阿里不哥大王、次八 撥綽大王、次九 末哥大王、次十 歳哥都大王、次十一 雪別台大王」（『元史』巻一百七 表第二 宗室世系表より）